# Provinz Huaura
Die Provinz Huaura ist eine von neun Provinzen der Verwaltungsregion Lima an der Pazifikküste von Peru. Sie erstreckt sich über eine Fläche von 4892,52 km². Die Einwohnerzahl lag beim Zensus 2017 bei 227.685. 10 Jahre zuvor betrug diese 197.384. Verwaltungssitz der Provinz ist Huacho.

## Geographische Lage
Die Provinz grenzt im Norden an die Provinz Barranca und die Verwaltungsregion Ancash, im Osten an die Provinzen Cajatambo und Oyón und an die Verwaltungsregion Pasco sowie im Süden an die Provinz Huaral. Im Westen liegt der Pazifische Ozean.
Die etwa 100 km nördlich der Hauptstadt Lima gelegene Provinz wird zentral von dem Fluss Río Huaura in westlicher Richtung durchflossen. Im Norden der Provinz liegt das obere Flusstal des Río Supe. Im äußersten Osten reicht die Provinz bis zur Wasserscheide, welche entlang der Westkordillere verläuft. In der zum Teil wüstenhaften ariden Küstenregion im Westen wird entlang des Río Huaura bewässerte Landwirtschaft betrieben. Die Bevölkerungszentren liegen nahe der Küste.
Die menschliche Besiedelung der Provinz lässt sich in Caral seit 4.600 Jahren nachweisen.

## Gliederung
Die Provinz Huaura besteht aus zwölf Distrikten. Der Distrikt Huacho ist Sitz der Provinzverwaltung.
| Distrikt          | Verwaltungssitz   |
| ----------------- | ----------------- |
| Ámbar             | Ámbar             |
| Caleta de Carquín | Caleta de Carquín |
| Checras           | Maray             |
| Huacho            | Huacho            |
| Hualmay           | Hualmay           |
| Huaura            | Huaura            |
| Leoncio Prado     | Santa Cruz        |
| Paccho            | Paccho            |
| Santa Leonor      | Jucul             |
| Santa María       | Cruz Blanca       |
| Sayán             | Sayán             |
| Végueta           | Végueta           |